# 3451 Mentor
3451 Mentor eller 1984 HA1 är en trojansk asteroid i Jupiters lagrangepunkt L5. Den upptäcktes 19 april 1984 av den tjeckiske astronomen Antonín Mrkos vid Kleť-observatoriet i Tjeckien. Den är uppkallad efter en av alla figurer kallad Mentor i den grekiska mytologin.
Asteroiden har en diameter på ungefär 126 kilometer.